# Теофилакт I Тускулумский
Теофилакт (Феофилакт) I (лат. Theophylactus; умер около 925) — римский аристократ, сенатор Рима примерно с 905 года. Его возвышение связано с Альбериком I Сполетским — самым могущественным феодалом в Центральной Италии этого периода, при помощи которого он возвёл на папский престол папу Сергия III. В дальнейшем Теофалакт вместе с женой Феодорой доминировал над светской и церковной властью Рима в начале X века. Теофилакт основал род, который контролировал папство в течение последующих почти ста лет.

## Биография
Теофилакт происходил из Тускулума — города на вершине холма, располагавшегося недалеко от Рима. Его семейное происхождение и ранние этапы биографии не освещены в источниках. Возможно, он был потомком номенклатора Теофилакта, отца номенклатора Григория, который во время понтификата Иоанна VIII был изгнан из Рима. Возможно, что Теофилакт приходился двоюродным братом папе Сергию III.
Впервые в источниках Теофилакт появляется в 901 году как «palatine iudex» (судья дворца) императора Запада Людовика III Прованского.
Возвышение Теофилакта к власти над Римом началось в 904 году. Самым могущественным феодалом в Центральной Италии в этот период был Альберик I — французский авантюрист, обладавший огромными амбициями. В конце IX века он стал сначала и маркизом Камерино, а в 897 году присоединил к своим владениям ещё и Сполето. Поскольку владения Альберика находились в самом центре Итальянского полуострова и граничили с землями, принадлежавшими папе римскому, он желал оказывать влияние на папский престол. Такая возможность ему предоставилась, когда бывший антипапа Сергий III, объединившийся с Теофилактом и его женой Феодорой, попросил Альберика о помощи. Тот согласился и двинулся в 904 году со своей армией в Рим, возведя Сергия III на папский престол.
Теофилакт и Феодора всячески поддерживали нового папу. Чтобы лучше его контролировать, они, возможно, поощряли Сергия III вступить в связь с их юной дочерью Марозией, от которой родился будущий папа Иоанн XI. Однако данное обвинение основано на хронике Лиутпранда Кремонского и его оспаривает церковный историк начала XX века Хорас Киндер Манн, который указывает, что Лиутпранд был «неосторожным и злобным рассказчиком нескромных сплетен», а каких-то других источников, подтверждающих незаконную связь папы, не существует. При этом хронист Флодоард говорит, что папа Иоанн XI был братом Альберика II Сполетского.
Вскоре после смерти Сергия III Теофилакт выдал замуж Марозию за Альберика I, породнившись с могущественным правителем, чтобы обеспечить защиту интересов своей семьи. В результате военная мощь правителя Сполето оказалась неразрывно связана с папством и господством над Римом. В 914 году он добился избрания папой Иоанна X (умер в 928).
Находясь у вершин власти в Риме, Теофилакт получил ряд должностей и титулов. После восхождения на папский престол Сергия III он стал вестарарием (главой папской администрации) и казначеем Святого Престола, а также magister militum (командующим ополчением). В 906 году Теофилакт получил титул «gloriosissimus dux». В какой-то период до 915 года он стал на год римским консулом. Находясь на пике могущества, в 915 году Теофилакт носит титулы сенатора Рима и «dominus urbis» (владыки Рима). В этом качестве он в 915 году ведёт переговоры о союзе папы Иоанна X с южноитальянскими князьями, что явилось прелюдией к разгрому сарацин при Гарильяно.
Теофилакт, вероятно, умер около 925 года.

## Наследство
Потомки Теофилакта и Феодоры (сначала потомки старшей дочери Марозии, а затем — род Кресцентиев, потомки младшей дочери Феодоры) фактически контролировали избрание пап на престол в течение последующих почти ста лет.
В XVI веке церковный историк Цезарь Бароний в своей работе «Annales Ecclesiastici» (с лат. — «Церковные хроники») ввёл для папства периода после распада Каролингской империи и до восшествия на папский престол в 1076 году Григория VII понятие «Тёмного века» (лат. Saeculum obscurum), охарактеризовав его как период папской безнравственности. Основным источником для работы об этом периоде послужил труд Лиутпранда Кремонского. При этом Бароний писал во время контрреформации — периода повышенной чувствительности к коррупции среди духовенства. И его характеристика папства начала X века была увековечена протестантскими авторами. В XIX веке германскими протестантскими теологами были введены термины «порнократия» (нем. Pornokratie, от греч. pornokratiā — «правление проституток»), «гетерократия» («управление любовницами») и «правление блудниц» (нем. Hurenregiment). Историк Уильям Дюрант называет период 867—1049 годов «надиром папства». В современной историографии этот период называется «Тёмный век».

## Брак и дети
Жена: Феодора Старшая (умерла после 916). Дети:
- Марозия (I) (умерла 9 января 932/937); 1-й муж: Альберик I Сполетский (умер в 923/924), маркграф Камерино, маркграф Сполето с 897 года; 2-й муж: с 923/924 года Гвидо (умер в 930), маркграф Тосканы с 915 года; 3-й муж: с около 932 года Гуго (около 880 — 10 апреля 947), граф Арля, король Италии с 926 года[2].
- Феодора Младшая[нем.] (умерла в 950); муж: Иоанн I Крестентий. Их потомками была династия Кресцентиев[2].